# Lattainville
Lattainville är en kommun i departementet Oise i regionen Hauts-de-France i norra Frankrike. Kommunen ligger i kantonen Chaumont-en-Vexin som tillhör arrondissementet Beauvais. År 2022 hade Lattainville 174 invånare.

## Befolkningsutveckling
Antalet invånare i kommunen Lattainville
| Referens: INSEE |